# Gießener Südkreuz
Das Gießener Südkreuz ist ein Autobahnkreuz in Hessen in der Nähe von Gießen. Es verbindet die Bundesautobahn 45 (Sauerlandlinie; E 41) mit der Bundesautobahn 485 (Osttangente Gießen).

## Geografie
Das Autobahnkreuz liegt größtenteils auf dem Stadtgebiet von Linden im Landkreis Gießen, Teile der südlichen Rampen liegen jedoch auch auf dem Stadtgebiet von Hüttenberg im Lahn-Dill-Kreis. Nächstgelegene Stadtteile sind Großen-Linden (zu Linden gehörig), Hörnsheim (zu Hüttenberg gehörig) und Lützellinden (zu Gießen gehörig). Es befindet sich etwa 7 km südlich von Gießen, etwa 45 km nördlich von Frankfurt am Main und etwa 10 km östlich von Wetzlar.
Das Gießener Südkreuz trägt auf der A 45 die Anschlussstellennummer 33, auf der A 485 die Nummer 9.

## Bauform und Ausbauzustand
Beide Autobahnen sind in diesem Bereich vierstreifig ausgebaut. Alle Verbindungsrampen sind einspurig ausgeführt.
Das Autobahnkreuz wurde als Kleeblatt angelegt.

## Überregionale Bedeutung
Als Verbindung zwischen der A 45 und der A 5 wickelt das Gießener Südkreuz auch wichtige überregionale Verkehrsbeziehungen ab.
Die Autobahn A 4 vom Autobahnkreuz Olpe-Süd (Verknüpfung mit der A 45) zum Hattenbacher Dreieck (Verknüpfung mit der A 5 und der A 7) als direkte Ost-West-Achse in der Mitte Deutschlands zwischen dem Rheinland und Thüringen quer durch das Rothaargebirge wurde nicht gebaut. Dasselbe gilt für die inzwischen gänzlich aufgegebene A 48, die als Westerwaldautobahn über das Wetzlarer Kreuz bis zum Gießener Ring an das Reiskirchener Dreieck angebunden werden sollte, heute aber nahe Montabaur am Autobahndreieck Dernbach endet. Anstelle der A 48 existiert zwar heute noch die Planung, die Trasse als A 480 zwischen dem Wetzlarer Kreuz und der Anschlussstelle Wettenberg (Gießener Ring) fertigzustellen, sodass zwischen der A 45 und der A 5 eine durchgängige Autobahn zur Abwicklung der Verkehrsbeziehungen vorhanden wäre; diese ist jedoch im Bundesverkehrswegeplan als „weitere Planung mit hohem ökologischen Risiko“ eingestuft, sodass mit einer Realisierung nicht mehr gerechnet werden kann. Da die eigentliche Kreuzung der A 45 mit der A 5, das Gambacher Kreuz, keine Abbiegespuren für den Verkehr aus Richtung Dortmund/Wetzlar (A 45) in Richtung Kassel/Erfurt (A 5) und umgekehrt hat, müssen die Verkehrsteilnehmer vorher die A 45 am Gießener Südkreuz verlassen und über A 485 und A 480 zum Reiskirchener Dreieck auf die A 5 fahren.

## Verkehrsaufkommen
Das Kreuz wird täglich von rund 103.000 Fahrzeugen befahren.
| Von                           | Nach                   | Durchschnittliche tägliche Verkehrsstärke | Anteil Schwerlastverkehr |
| ----------------------------- | ---------------------- | ----------------------------------------- | ------------------------ |
| AS Gießen-Lützellinden (A 45) | Gießener Südkreuz      | 61.900                                    | 15,4 %                   |
| Gießener Südkreuz             | Gambacher Kreuz (A 45) | 75.700                                    | 14,4 %                   |
| AS Linden (A 485)             | Gießener Südkreuz      | 52.600                                    | 06,3 %                   |
| Gießener Südkreuz             | AS Langgöns (A 485)    | 16.500                                    | 05,8 %                   |